# Мамарци
Мамарцѝте (Amphipoda) — разред висши ракообразни без твърда външна обвивка и обикновено странично сплеснати. Размерите им варират от милиметър до 34 cm (дълбоководният Alicella gigantea). Обитават предимно соленоводни басейни, но немалко от тях (около 20%) са регистрирани в сладководните басейни. В България са регистрирани 122 вида. На външен вид наподобяват скаридите. Сред отличителните им белези са три двойки коремни крачка и три двойки опашни крачка.

## Подразреди
- Gammaridea
- Hyperiidea
- Ingolfiellidea
- Senticaudata